# Reyes Tamez Guerra
Reyes Silvestre Tamez Guerra (Monterrey, Nuevo León; 18 de abril de 1953) es un químico, profesor, académico y político mexicano. Se desempeñó como secretario de Educación Pública durante el sexenio del presidente Vicente Fox entre 2000 y 2006. Fue elegido diputado por el partido Nueva Alianza en la LXI Legislatura de 2009 a 2012, siendo también electo su coordinador parlamentario.

## Carrera profesional
Obtuvo su título como licenciado Químico Bacteriólogo Parasitólogo en la Universidad Autónoma de Nuevo León en 1976.
Realizó la maestría y el doctorado en el Instituto Politécnico Nacional.  
La mayor parte de su carrera profesional la desarrolló en la Universidad Autónoma de Nuevo León. Ahí se desempeñó como jefe del Departamento de Inmunología y Microbiología (1986), director de la Facultad de Ciencias Biológicas (1991-1992), secretario general de la Universidad (1992-1996) y rector de la institución desde 1996 hasta el año 2000 hasta que renunció para incorporarse como secretario de Educación Pública al gabinete del presidente Vicente Fox. Durante su época como rector de la Universidad Autónoma de Nuevo León cedió al equipo Tigres (UANL) a la empresa privada Sinergia Deportiva la cual fue creada por CEMEX y FEMSA, de la primera división mexicana, mismo que entregó descendido a la segunda división profesional.
En enero de 2007 Tamez Guerra se incorporó al gabinete de José Natividad González Parás, gobernador de Nuevo León como Secretario de Educación reemplazando a su predecesora, la profesora Yolanda Blanco.
Ha sido conferencista de temas de su especialidad (inmunología e inmunoquímica) en México, Estados Unidos, Francia, España, Hungría, Israel, China, Marruecos, Brasil, Argentina, Chile y Ecuador. 
Por su trayectoria en el campo de la investigación científica, participó como miembro de los Comités Evaluadores de Becas y Proyectos de Investigación de la Dirección Adjunta de Desarrollo Científico del CONACYT, y siendo Rector de la UANL, se integró a la Junta de Gobierno de este mismo organismo, en el bienio 1998-1999.
En el campo de las organizaciones de educación superior, ha ocupado los cargos de: Vocal de Cooperación y de Estudio de la Unión de Universidades de América Latina (UDUAL), consejero de la Comisión Estatal de Planeación de la Educación Superior (COEPES) del Estado de Nuevo León (1995 a la fecha); Presidente del Consejo Regional Noreste y miembro del Consejo Nacional de la ANUIES (1996-2000); y Vicepresidente alterno de la Organización Universitaria Interamericana, con sede en Canadá (1999).